# Xanthodonta debilis
Xanthodonta debilis är en fjärilsart som beskrevs av M.Gaede 1928. Xanthodonta debilis ingår i släktet Xanthodonta och familjen tandspinnare. Inga underarter finns listade i Catalogue of Life.